# すったて汁

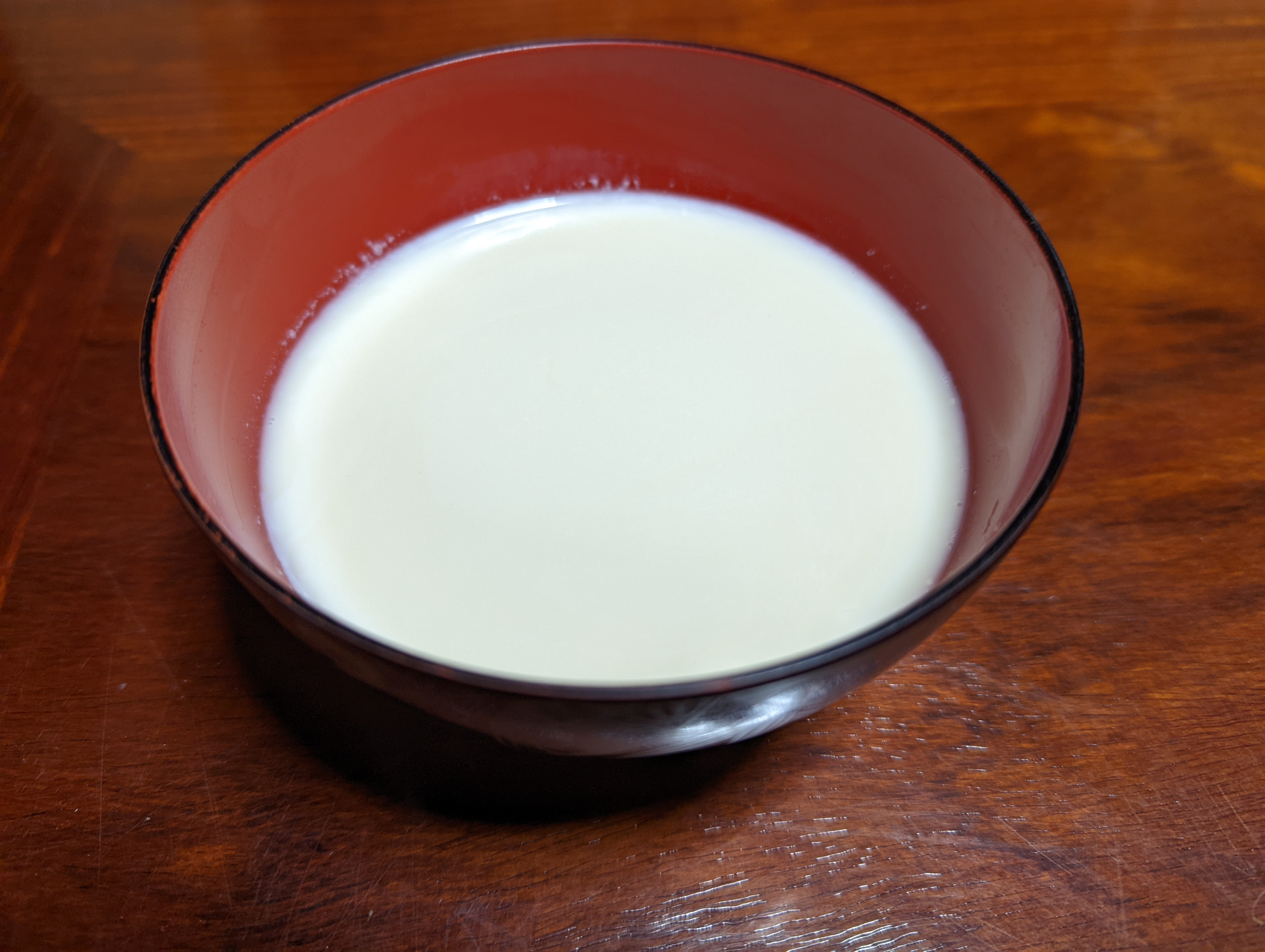
すったて汁

すったて汁（すったてじる）は岐阜県大野郡白川村の郷土料理。茹でた大豆をすり鉢や石臼などですりつぶして作る「すったて」に、味噌や醤油などを加えた汁物である。すりたて汁とも呼ばれ、どぶろくに似ることからどぶ汁とも呼ばれる。
白川村では、祝い事や報恩講といったハレの日の料理として親しまれている。
白川村では大豆が盛んに栽培され、貴重なタンパク源とされていた。大豆は味噌や豆腐の原料となるが、豆腐を作る過程で「すったて汁」が誕生したと言われている。夏場はすぐに傷んでしまうため、秋から冬、春先までの時期に食されることが多い。
具材はいっさい使用されないのも特徴であり、薬味としては一味唐辛子が定番で、ワサビ、七味唐辛子、柚子胡椒も用いられる。
近年は、すったて汁に飛騨牛や地元産キクラゲや野菜を加えたすったて鍋が開発され人気を呼んでいる。